# Список полных кавалеров ордена Трудовой Славы/Г
В настоящем списке представлены в алфавитном порядке полные кавалеры ордена Трудовой Славы, чьи фамилии начинаются с буквы «Г». Список содержит информацию о датах Указов о присвоении звания, профессии награждённых, дате рождения и дате смерти. В настоящее время список не является завершённым и нуждается в дополнениях и уточнениях.
| №  | Фамилия, имя, отчество               | Даты жизни              | Профессия | Дата Указа и номер ордена                                                 | ГС        |
| -- | ------------------------------------ | ----------------------- | --- | ------------------------------------------------------------------------- | --------- |
| 1  | Гаврилов, Валентин Николаевич        | 01.11.1940 — 23.11.2007 | Токарь Балаковского производственного объединения «Химволокно» имени В. И. Ленина Министерства химической промышленности СССР, Саратовская область | 3 ст. 24.04.1975 № 74028 2 ст. 06.04.1981 № 8259 1 ст. 06.01.1986 № 184   | [ ГС 1 ]  |
| 2  | Гаврилов, Василий Иванович           | род. 1946               | Старший оператор Пермского производственного объединения «Пермьнефтеоргсинтез» имени XXIII съезда КПСС Министерства нефтеперерабатывающей и нефтехимической промышленности СССР                                                                                   | 3 ст. 24.04.1975 № 97807 2 ст. 06.04.1981 № 12276 1 ст. 03.06.1986 № 290  | [ ГС 2 ]  |
| 3  | Гаврилова, Антонина Николаевна       | род. 15.05.1947         | Аппаратчица Калужского комбината синтетических душистых веществ Государственного агропромышленного комитета СССР | 3 ст. 21.04.1975 № 80390 2 ст. 17.03.1981 № 6690 1 ст. 29.08.1986 № 565   | [ ГС 3 ]  |
| 4  | Гаврюшенко, Николай Иванович         | 06.10.1936 — 23.07.2015 | Машинист бульдозера механизированной колонны № 83 треста «Запбамстроймеханизация» Министерства транспортного строительства СССР, Иркутская область | 3 ст. 21.04.1975 № 122027 2 ст. 05.02.1981 № 6736 1 ст. 10.08.1990 № 749  | [ ГС 4 ]  |
| 5  | Гадалова, Лидия Семёновна            | 21.08.1929 — 18.08.2017 | Доярка совхоза имени Ленина Ленинского района Московской области | 3 ст. 14.02.1975 № 19350 2 ст. 23.12.1976 № 522 1 ст. 07.01.1983 № 10     | [ ГС 5 ]  |
| 6  | Гаджиева, Ольга Ивановна             | род. 14.06.1938         | Аппаратчица Ефремовского завода синтетического каучука имени С. В. Лебедева Министерства нефтеперерабатывающей и нефтехимической промышленности СССР, Тульская область                                                                                            | 3 ст. 24.04.1975 № 110932 2 ст. 06.04.1981 № 7640 1 ст. 03.06.1986 № 291  | [ ГС 6 ]  |
| 7  | Газаев, Исмаил Хасанбиевич           | 08.01.1930 — 13.04.2024 | Дояр совхоза имени Байсултанова Чегемского района Кабардино-Балкарской АССР | 3 ст. 14.02.1975 № 19724 2 ст. 23.12.1976 № 603 1 ст. 13.09.1990 № 826    | [ ГС 7 ]  |
| 8  | Газизова, Халима Хисамутдиновна      | 26.01.1933 — 29.07.2020 | Каменщица строительно-монтажного управления № 41 треста № 8 Министерства строительства предприятий нефтяной и газовой промышленности СССР, гор. Альметьевск Татарской АССР                                                                                        | 3 ст. 05.03.1976 № 318100 2 ст. 25.12.1981 № 6214 1 ст. 13.06.1986 № 417  | [ ГС 8 ]  |
| 9  | Галицкая, Галина Александровна       | род. 12.03.1940         | Закройщица Ворошиловградской фабрики индивидуального пошива и ремонта одежды Министерства бытового обслуживания населения Украинской ССР | 3 ст. 21.04.1975 № 56247 2 ст. 13.04.1981 № 15589 1 ст. 11.07.1985 № 146  |           |
| 10 | Галкин, Павел Иванович               | род. 20.10.1936         | Старший чабан совхоза «Полойский» Краснозёрского района Новосибирской области | 3 ст. 14.02.1975 № 22066 2 ст. 23.12.1976 № 579 1 ст. 29.08.1986 № 574    | [ ГС 9 ]  |
| 11 | Гамбург, Александр Гейнрихович       | 13.07.1939 — 06.10.2016 | Механизатор совхоза имени 25-летия освоения целины Зерендинского района Кокчетавской области | 3 ст. 24.12.1976 № 361027 2 ст. 22.02.1982 № 13551 1 ст. 23.04.1991 № 883 | [ ГС 10 ] |
| 12 | Ганненко, Валентина Фёдоровна        | род. 1936               | Отделочница Ярославской фабрики валяной обуви Научно-производственного объединения «Транспрогресс» при Совете Министров РСФСР | 3 ст. 21.04.1975 № 67111 2 ст. 17.03.1981 № 10709 1 ст. 13.05.1991 № 890  | [ ГС 11 ] |
| 13 | Гармаева, Марта Данзановна           | 19.03.1937 — 13.02.2021 | Доярка колхоза «Мир» Джидинского района Бурятской АССР | 3 ст. 14.02.1975 № 20019 2 ст. 16.12.1980 № 4190 1 ст. 29.08.1986 № 540   | [ ГС 12 ] |
| 14 | Гафуров, Холмурат                    | род. 1947               | Бригадир сельскохозяйственного предприятия, Сурхандарьинская область | 3 ст. 14.02.1975 № 4509 2 ст. 12.03.1979 № 3176 1 ст. 06.06.1984 № 79     |           |
| 15 | Герасимова, Фаина Михайловна         | род. 1940               | Бригадир Ярославского производственного швейного объединения «Волга» Министерства бытового обслуживания населения РСФСР | 3 ст. 21.04.1975 № 67226 2 ст. 13.04.1981 № 10743 1 ст. 11.07.1985 № 145  | [ ГС 13 ] |
| 16 | Герман, Василий Петрович             | род. 10.03.1935         | Слесарь-электрик локомотивного депо Коломыя Львовской железной дороги, Ивано-Франковская область | 3 ст. 04.03.1976 № 31204 2 ст. 02.04.1981 № 16083 1 ст. 14.11.1989 № 676  |           |
| 17 | Гермель, Станислав Владимирович      | род. 09.04.1939         | Звеньевой колхоза имени Тельмана Брагинского района Гомельской области | 3 ст. 14.02.1975 № 2207 2 ст. 27.12.1976 № 2435 1 ст. 07.07.1986 № 376    | [ ГС 14 ] |
| 18 | Гетьман, Александр Иванович          | род. 19.01.1943         | Рабочий предприятия Министерства машиностроения для животноводства и кормопроизводства СССР, Черкасская область | 3 ст. 22.04.1975 № 1398 2 ст. 10.03.1981 № 15720 1 ст. 10.06.1986 № 360   |           |
| 19 | Гида, Павел Варфоломеевич            | 19.06.1940 — 09.02.2017 | Механизатор колхоза имени XX партсъезда Седельниковского района Омской области | 3 ст. 14.02.1975 № 23152 2 ст. 23.12.1976 № 513 1 ст. 29.08.1986 № 575    | [ ГС 15 ] |
| 20 | Гильфанов, Масгут Хайртдинович       | 01.04.1940 — 26.11.2014 | Звеньевой механизированного звена колхоза имени Тукая Заинского района Татарской АССР | 3 ст. 14.02.1975 № 26429 2 ст. 13.03.1981 № 11913 1 ст. 29.08.1986 № 546  | [ ГС 16 ] |
| 21 | Гиренко, Владимир Николаевич         | 30.01.1939 — 03.01.2020 | Бывший сменный мастер, ныне начальник цеха Магнитогорского металлургического комбината имени В. И. Ленина Министерства чёрной металлургии СССР, Челябинская область                                                                                               | 3 ст. 21.04.1975 № 99537 2 ст. 02.03.1981 № 6195 1 ст. 23.01.1989 № 657   | [ ГС 17 ] |
| 22 | Глевацкая, Надежда Ивановна          | род. 10.07.1942         | Оператор машинного доения колхоза «Радянська Украина» Обуховского района Киевской области | 3 ст. 14.02.1975 № 17329 2 ст. 24.12.1976 № 1868 1 ст. 07.06.1990 № 699   |           |
| 23 | Глинкин, Анатолий Ильич              | 01.08.1945 — 22.04.2014 | Механизатор совхоза-техникума «Холмогорка» Волоколамского района Московской области | 3 ст. 14.02.1975 № 13032 2 ст. 23.12.1976 № 79 1 ст. 29.08.1986 № 573     | [ ГС 18 ] |
| 24 | Гнатенко, Анна Андреевна             | род. 1942               | Звеньевая колхоза имени XXI съезда КПСС с. Кирнасовка Тульчинского района Винницкой области | 3 ст. 24.12.1976 № 177006 2 ст. 04.03.1982 № 15399 1 ст. 17.08.1988 № 614 |           |
| 25 | Гнатенко, Мария Алексеевна           | род. 08.07.1942         | Швея-мотористка производственного швейного объединения «Работница» Министерства текстильной промышленности РСФСР, гор. Воронеж | 3 ст. 04.03.1976 № 304771 2 ст. 17.03.1981 № 12087 1 ст. 23.05.1986 № 268 | [ ГС 19 ] |
| 26 | Гоганов, Владимир Николаевич         | 21.10.1939 — 23.04.2016 | Токарь Ярославского завода топливной аппаратуры Министерства автомобильной промышленности СССР | 3 ст. 22.04.1975 № 67475 2 ст. 31.03.1981 № 10739 1 ст. 10.06.1986 № 336  | [ ГС 20 ] |
| 27 | Годовиков, Константин Константинович | 1918 — 24.02.2006       | Фрезеровщик завода «Москинап» научно-производственного объединения «Экран» Государственного комитета СССР по кинематографии, гор. Москва | 3 ст. 25.04.1975 № 115978 2 ст. 19.05.1981 № 19660 1 ст. 22.08.1986 № 530 | [ ГС 21 ] |
| 28 | Голенищев, Владимир Александрович    | 07.07.1934 — 20.05.2003 | Мастер Воронежского опытного завода «Эталон» Государственного комитета СССР по стандартам | 3 ст. 17.03.1976 № 304767 2 ст. 31.03.1981 № 12021 1 ст. 08.08.1986 № 482 |           |
| 29 | Голобородько, Людмила Васильевна     | род. 19.07.1941         | Доярка колхоза «Прогресс» Криничанского района Днепропетровской области | 3 ст. 14.02.1975 № 10490 2 ст. 06.03.1981 № 15035 1 ст. 07.06.1990 № 698  | [ ГС 22 ] |
| 30 | Голованёв, Григорий Андреевич        | род. 15.04.1932         | Рабочий Южной железной дороги, гор. Синельниково Днепропетровской области | 3 ст. 21.04.1975 № 31335 2 ст. 02.04.1981 № 15119 1 ст. 03.07.1986 № 405  |           |
| 31 | Гололобов, Николай Савельевич        | род. 1932               | Бригадир Кромской межхозяйственной передвижной механизированной колонны № 2 объединения «Орёлагропромстрой» Министерства сельского хозяйства и продовольствия РСФСР, Орловская область                                                                            | 3 ст. 21.04.1975 № 77632 2 ст. 14.04.1981 № 9563 1 ст. 14.03.1991 № 872   |           |
| 32 | Голощапов, Сергей Иванович           | 01.12.1938 — 25.11.2016 | Бригадир проходчиков Иультинского горно-обогатительного комбината имени В. И. Ленина Северо-Восточного производственного золотодобывающего объединения (Северовостокзолото) Министерства цветной металлургии СССР, Чукотский автономный округ Магаданской области | 3 ст. 10.03.1976 № 305871 2 ст. 02.03.1981 № 6868 1 ст. 29.04.1986 № 242  | [ ГС 23 ] |
| 33 | Голубнича, Лариса Панфиловна         | род. 28.10.1940         | Отделочница Червоноармейской мебельной фабрики Министерства лесной промышленности СССР, Ровенская область | 3 ст. 21.04.1975 № 30261 2 ст. 19.03.1981 № 16140 1 ст. 14.11.1989 № 682  |           |
| 34 | Гольцман, Иван Иосифович             | 19.11.1937 — 19.06.2007 | Старший машинист экскаватора разреза «Изыхский» производственного объединения «Красноярскуголь» Министерства угольной промышленности СССР, Красноярский край | 3 ст. 21.04.1975 № 112373 2 ст. 02.03.1981 № 11054 1 ст. 29.04.1986 № 251 | [ ГС 24 ] |
| 35 | Гонтарев, Алексей Фёдорович          | род. 09.03.1937         | Бригадир горнорабочих очистного забоя шахты имени Д. Ф. Мельникова производственного объединения «Лисичанскуголь» Министерства угольной промышленности Украинской ССР, Ворошиловградская область                                                                  | 3 ст. 21.04.1975 № 49268 2 ст. 02.03.1981 № 14673 1 ст. 29.04.1986 № 261  |           |
| 36 | Гончарова, Екатерина Ивановна        | 10.11.1935 – 11.12.2010 | Проводник вагонного депо Оренбург Южно-Уральской железной дороги | 3 ст. 21.04.1975 № 69827 2 ст. 02.04.1981 № 6268 1 ст. 03.07.1986 № 402   | [ ГС 25 ] |
| 37 | Горишный, Василий Михайлович         | род. 06.05.1938         | Слесарь специализированного конструкторского бюро по свеклоуборочным комплексам производственного объединения «Тернопольский комбайновый завод имени XXV съезда КПСС» Министерства тракторного и сельскохозяйственного машиностроения СССР                        | 3 ст. 04.05.1975 № 52325 2 ст. 10.03.1981 № 14540 1 ст. 10.06.1986 № 322  |           |
| 38 | Горнак, Василий Ильич                | 02.03.1941 — 17.06.1996 | Бригадир водителей автомобильного комбината № 1 Гомельского областного производственного автотранспортного управления Министерства автомобильного транспорта Белорусской ССР                                                                                      | 3 ст. 22.04.1975 № 139881 2 ст. 02.04.1981 № 17209 1 ст. 14.08.1986 № 498 | [ ГС 26 ] |
| 39 | Городецкая, Нина Семёновна           | 1937 — 16.10.2008       | Оператор по откорму молодняка крупного рогатого скота колхоза «Первое Мая» Самойловского района Саратовской области | 3 ст. 14.02.1975 № 34877 2 ст. 16.12.1980 № 4163 1 ст. 27.08.1990 № 795   | [ ГС 27 ] |
| 40 | Городецкий, Владимир Борисович       | род. 1942               | Рабочий предприятия Министерства транспортного строительства СССР, Московская область | 3 ст. 24.04.1979 № 340094 2 ст. 22.07.1985 № 21411 1 ст. 20.05.1991 № 891 |           |
| 41 | Горшкова, Антонина Михайловна        | род. 1937               | Рабочая предприятия Министерства социального обеспечения РСФСР, гор. Москва | 3 ст. 17.03.1976 № 173004 2 ст. 24.07.1981 № 19697 1 ст. 20.08.1986 № 531 |           |
| 42 | Горшкова, Ольга Константиновна       | 05.02.1942 — 04.01.2017 | Моллировщица стекла Борского стекольного завода имени Горького Министерства промышленности строительных материалов РСФСР, Горьковская область | 3 ст. 21.04.1975 № 45660 2 ст. 19.03.1981 № 8456 1 ст. 22.05.1986 № 314   | [ ГС 28 ] |
| 43 | Горягин, Павел Михайлович            | 08.04.1932 — 15.02.2015 | Капитан-бригадир рыбколхоза «15 лет Октября» Цимлянского района Ростовской области | 3 ст. 04.05.1975 № 66496 2 ст. 17.03.1981 № 5260 1 ст. 17.02.1986 № 194   | [ ГС 29 ] |
| 44 | Готовцев, Михаил Николаевич          | род. 02.01.1946         | Дояр совхоза имени Егорова Усть-Алданского района Якутской АССР | 3 ст. 16.12.1980 № 385709 2 ст. 05.12.1985 № 35736 1 ст. 10.09.1990 № 811 | [ ГС 30 ] |
| 45 | Грабкин, Леонид Гаврилович           | 20.12.1939 — 21.01.2014 | Бригадир оленеводческой бригады № 3 оленеводческого племсовхоза «Суриндинский» имени Т. Ф. Чапогира Байкитского района Эвенкийского автономного округа | 3 ст. 14.02.1975 № 1528 2 ст. 23.12.1976 № 359 1 ст. 29.08.1986 № 550     | [ ГС 31 ] |
| 46 | Грачёв, Василий Андреевич            | 03.06.1945 — 03.12.1990 | Бригадир комсомольско-молодёжной бригады сборщиков корпусов металлических судов машиностроительного предприятия «Звёздочка» Министерства судостроительной промышленности СССР, гор. Северодвинск, Архангельская область                                           | 3 ст. 14.06.1977 № 378773 2 ст. 02.02.1984 № 24252 1 ст. 24.08.1989 № 663 | [ ГС 32 ] |
| 47 | Гребенюк, Раиса Фёдоровна            | род. 16.09.1940         | Свиновод госплемзавода «Прималкинский» имени 60-летия СССР Прохладненского района Кабардино-Балкарской АССР | 3 ст. 14.02.1975 № 19714 2 ст. 23.12.1976 № 604 1 ст. 13.09.1990 № 827    | [ ГС 33 ] |
| 48 | Грига, Нина Тихоновна                | род. 19.03.1943         | Швея-мотористка Экспериментальной швейной фабрики Краснодарского крайпотребсоюза, гор. Армавир | 3 ст. 16.03.1976 № 231057 2 ст. 13.04.1981 № 6062 1 ст. 06.05.1985 № 130  | [ ГС 34 ] |
| 49 | Григорьев, Геннадий Михайлович       | род. 28.02.1931         | Слесарь-краснодеревщик Калининской экспериментальной фабрики технологического оборудования Министерства бытового обслуживания населения РСФСР | 3 ст. 21.04.1975 № 85316 2 ст. 14.11.1980 № 4140 1 ст. 04.08.1986 № 484   | [ ГС 35 ] |
| 50 | Григорьев, Пётр Иванович             | род. 1928               | Бригадир слесарей Ситковецкого сахарного завода Немировского района Винницкой области | 3 ст. 21.04.1975 № 56717 2 ст. 17.03.1981 № 16535 1 ст. 29.01.1990 № 692  |           |
| 51 | Григорьева, Вия Павловна             | род. 1936               | Птичница совхоза «Лимбажи» Лимбажского района Латвийской ССР | 3 ст. 14.02.1975 № 28552 2 ст. 30.03.1982 № 18046 1 ст. 17.08.1988 № 634  |           |
| 52 | Губина, Вероника Ивановна            | род. 1940               | Мастер предприятия Министерства радиопромышленности СССР, Волгоградская область | 3 ст. 08.09.1975 № 150102 2 ст. 28.07.1983 № 23824 1 ст. 10.04.1991 № 881 |           |
| 53 | Гулидова, Валентина Николаевна       | род. 1940               | Слесарь механо-сборочных работ Минского автомобильного завода Министерства автомобильной промышленности СССР | 3 ст. 18.03.1976 № 187407 2 ст. 31.03.1981 № 17382 1 ст. 10.06.1986 № 339 | [ ГС 36 ] |
| 54 | Гуменный, Владимир Парфёнович        | род. 13.08.1940         | Машинист Юго-Западной железной дороги, гор. Киев | 3 ст. 21.04.1975 № 51834 2 ст. 02.04.1981 № 15672 1 ст. 03.07.1986 № 407  |           |
| 55 | Гунько, Любовь Васильевна            | род. 1942               | Рабочая совхоза, Черкасская область | 3 ст. 02.03.1976 № 157268 2 ст. 17.03.1981 № 15737 1 ст. 07.07.1986 № 448 |           |
| 56 | Гуреева, Лидия Васильевна            | род. 25.05.1940         | Бригадир животноводства совхоза «Коммунар» Суздальского района Владимирской области | 3 ст. 23.12.1976 № 307641 2 ст. 12.03.1982 № 12482 1 ст. 29.08.1986 № 557 | [ ГС 37 ] |
| 57 | Гусев, Николай Александрович         | род. 1937               | Слесарь механосборочных работ Калининского механического завода производственного объединения «Калининмашдеталь» Министерства машиностроения для лёгкой и пищевой промышленности и бытовых приборов СССР                                                          | 3 ст. 24.04.1975 № 169757 2 ст. 10.03.1981 № 12519 1 ст. 10.06.1986 № 353 |           |
| 58 | Гусейнов, Аллахверди Муса оглы       | род. 1950               | Чабан совхоза имени С. Вургуна Лачинского района Азербайджанской ССР | 3 ст. 14.02.1975 № 29121 2 ст. 23.02.1981 № 17997 1 ст. 07.07.1986 № 382  |           |
| 59 | Гученко, Владимир Николаевич         | род. 02.02.1948         | Механизатор колхоза «Дружба» Яковлевского района Белгородской области | 3 ст. 23.12.1976 № 173437 2 ст. 13.03.1981 № 5884 1 ст. 29.08.1986 № 555  | [ ГС 38 ] |